# Bertran de Roaix
Bertran de Roaix (fl. XV secolo) è  un trovatore tolosano attestato ai Jeux floraux, negli anni 1559, 1561 e nel 1498.
Sotto questo nome figurano composte tre cansos, due dedicate alla Vergine e una d'amore, tutte e tre premiate in anni diversi dal Consistori.

## Controversie sull'attribuzione del nome
Le opinioni degli studiosi sono discordanti in merito al periodo in cui era attivo il trovatore e sulla datazione della canzone Per vos lausar secoretz mon poder dedicata alla Vergine. Secondo Du mage il trovatore che riceve la violeta nel 1498 è la stessa persona, partecipante e premiata ai Jeux floraux in anni precedenti, allorché scrive:
Inoltre, Du mage precisa che:
Per François Zufferey, la canzone Per vos lausar secoretz mon poder, riferita in un manoscritto all'anno 1498, sarebbe una mistificazione operata da Du Mège, in quanto si tratterebbe di un componimento apocrifico, la cui data andrebbe di certo retrogradata di qualche decennio (1459-1461).

## Opere
La canso religiosa "Per vos lausar secoretz mon poder", è dedicata alla Vergine Maria (Canso de Nostra Dona). Si tratta di una canzone di 4 stanze di 8 versi endecasillabi a rime alternate, con tornada di quattro versi:
          Per vos Lauzar secoretz mou poder

          Reyna del cel de dossor molt ornada,

          sola tostems aveiz tot mon voler

          car no jamay no semblatz corosada.

          Manhs homs en vos pot trobar reconfort,

          solelh luzens dona Verges corteza,

          no crenhets gez ly pecat ni la mort

          e Jhesus Christ mantenh vostra nobleza.

          [...]
Le altre due canzoni attribuite a nome di Bertran de Roaix sono:
Am greus tribalhs m'apropi la mort (Canso de Nostra Dona) premiata con l'englantina nel 1459)
Roza, que·m faytz neyt e jorn sospirar (canso d'amors) premiata nel 1461.